# アメリカ大陸の発見

アメリカ大陸

アメリカ大陸の発見（アメリカたいりくのはっけん）とは、アメリカ大陸への最初の到達を意味する歴史学用語である。

## 概要

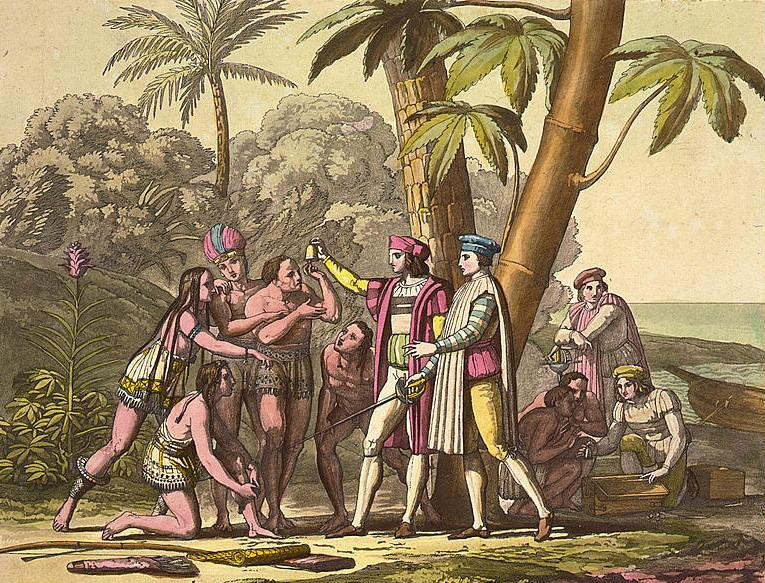
コロンブスの上陸

1492年10月12日、クリストファー・コロンブスがヨーロッパから大西洋を横断し、アメリカ大陸周辺の島であるサン・サルバドル島に到達した。コロンブスを契機として、多くの航海者がヨーロッパからアメリカ大陸へと渡り、ヨーロッパ諸国によるアメリカ大陸の植民地化が進んだ。ヨーロッパ世界にとっては、コロンブスのアメリカ大陸周辺諸島への到達は新世界の発見にほかならず、その後のアメリカ大陸の帰趨を決定付ける象徴的な出来事であったことから、長らく「アメリカ大陸の発見」という言葉で語られてきた。
一方で、コロンブス以前からアメリカ州の先住民族が定住していたことは動かぬ事実であるから、全人類の中で最初にこの大陸を発見した人物がコロンブスでないことは言うまでもない。先住民族らからは、「アメリカ大陸の発見」はヨーロッパ中心主義に基づいた不適切な言葉であるとたびたび批判されてきた。さらに、先住民族以外にもさまざまな文化圏の人々がコロンブス以前にアメリカ大陸に到達していた可能性が指摘されるようになっている。
ここでは、ヨーロッパ世界の人々だけでなく、先住民族および各文化圏の人々によるアメリカ大陸への到達をいずれも「アメリカ大陸の発見」であると定義し、発見の歴史を俯瞰する。

## 先住民族による「発見」

### クローヴィス・ファースト仮説

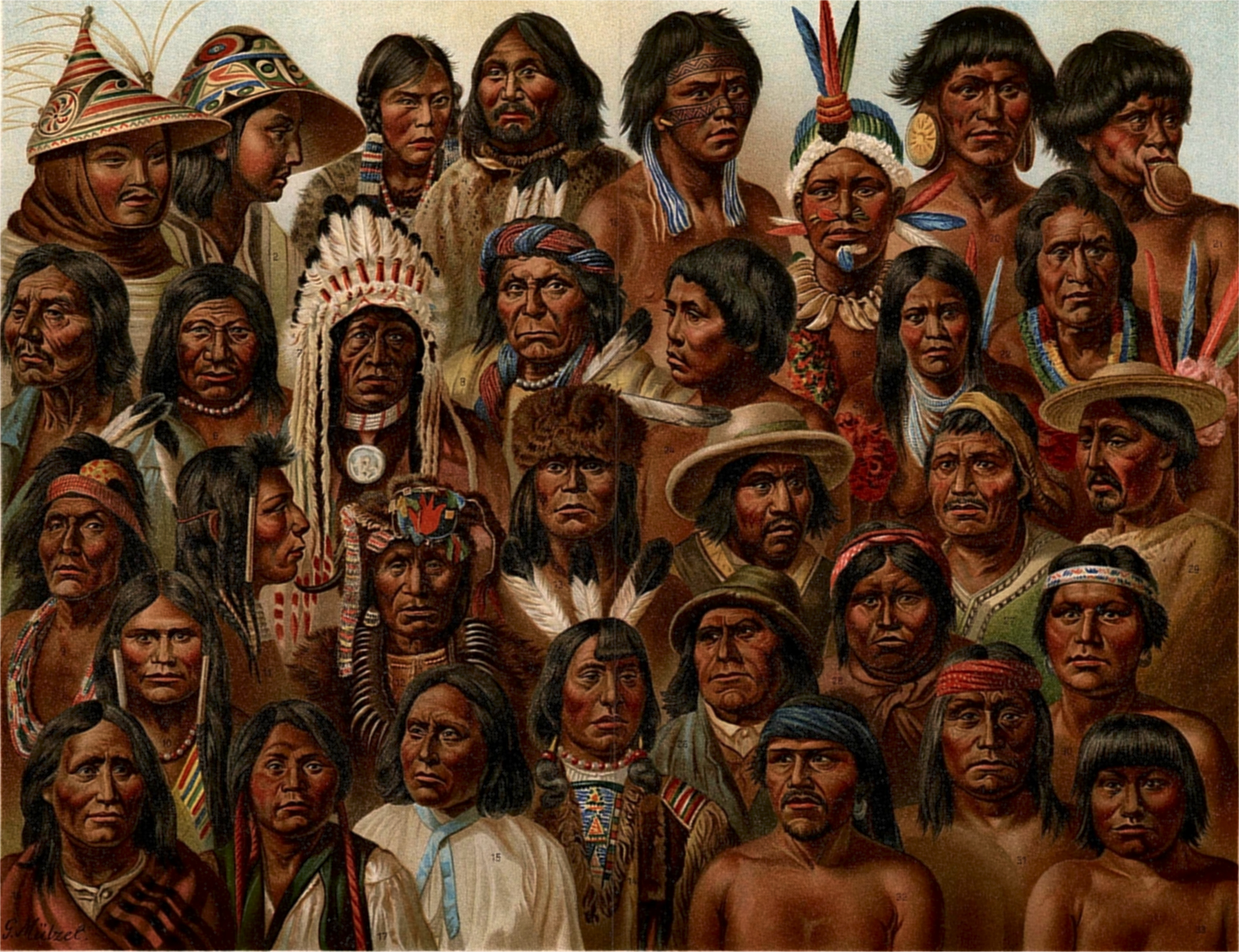
アメリカ州の先住民族

で最初にこの大陸を発見したのは、アメリカ州の先住民族の祖先のうちの誰かであると考えられている。
しかし、いつどうやって発見したのかは分かっていない。
1960年代まで通説とされていたのは、約2.1万年前のLGM（最終氷期最盛期）から約1.2万年前の最終氷期終了までの間に、北アメリカ大陸に最初の人類が到達し、これらの人々がアメリカ先住民族の共通の祖先になったとする説（クローヴィス・ファースト仮説）である。

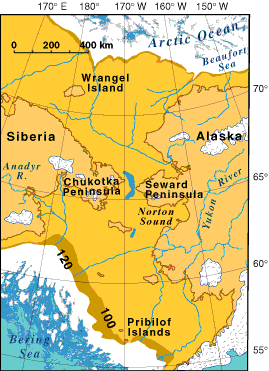
ベーリング地峡

概略すると、次のような説である。

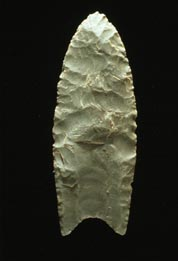
クローヴィスの石器

この説を裏付ける最大の根拠とされていたのが、20世紀前半にアメリカ大陸各地で発見されたクローヴィス文化の痕跡である。
クローヴィス文化は、特徴的な形状を持つ石器文化であり、1.3万年前頃にアメリカ大陸北部で現れ、徐々に広まっていった。
当時、この文化はアメリカ大陸の最初の人類の文化とされ、最終氷期後期に北方から人類が流入したことを示す証拠と考えられていた。

### クローヴィス・ファースト仮説の否定

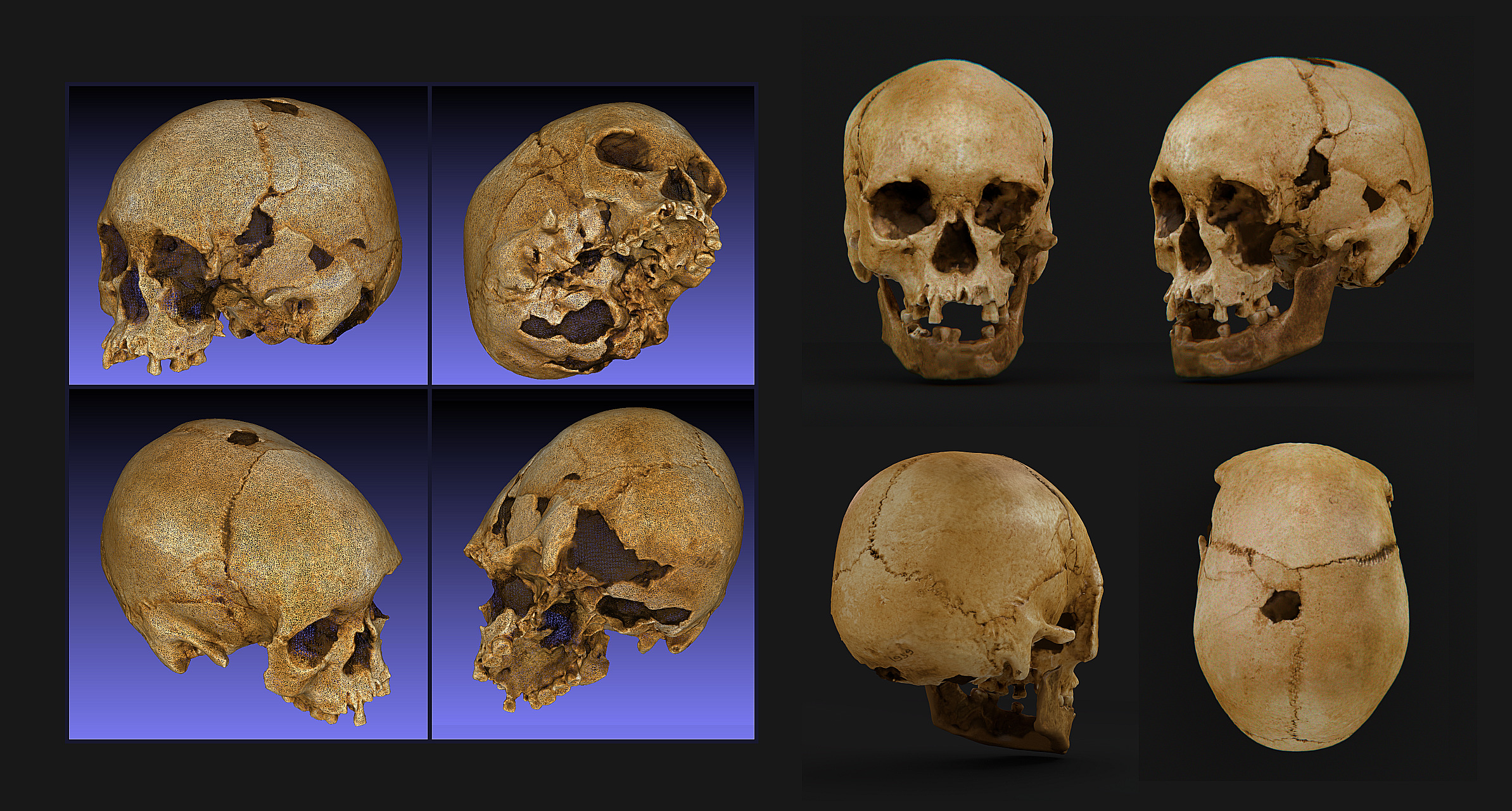
ルジア・ウーマン

これに対し、1970年代以降、様々な新証拠が発見され、クローヴィス・ファースト仮説は否定されている。
1974年、ブラジル南東部のベロオリゾンテ付近から約1.1万年前の人骨（ルジア・ウーマン）が発見された。
1975年、チリ南部で発見されたモンテヴェルデの遺跡からは約1.5万年前に人類が定住していた証拠が発見された。
これらの相次ぐ発見は、最終氷期の後期には、すでに南アメリカ大陸に人類が定住していたことを示唆するものであり、ローレンタイド氷床が解けるのを待って人類が南下したとするクローヴィス・ファースト仮説は時系列に重大な疑義が生じた。

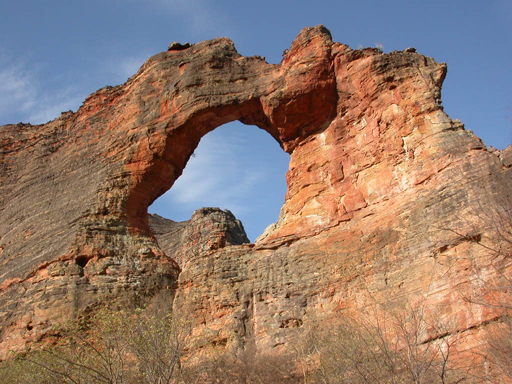
ペトラ・フラダ

その後も、クローヴィス・ファースト仮説の時系列と矛盾する証拠が次々と見つかり、2003年にはブラジルセラ・ダ・カピバラ国立公園にあるペトラ・フラダの遺跡で約4万年前（ただし、年代には異論もある）に人類が火を使用した痕跡が見つかったとの調査結果が発表された。
21世紀以降の先住民族の遺伝子調査では、異なる遺伝子を持つ人々の存在が示唆された。
2010年代に入ると、クローヴィス・ファースト仮説を支持する学者はほとんどいなくなり、もはやこれが通説でないことが確認された。
現在では、クローヴィス以前に人類がこの大陸に到達していたことはまず間違いないと考えられている。
なお、（最初の発見者ではないにしても）クローヴィスの人々が先住民族の重要なルーツの一つであること自体は否定されていない。

### 最初の「発見者」の謎
クローヴィス・ファースト仮説が誤りであることは判明したが、最初の人類がいつどうやってアメリカ大陸へ到達したのか、そしてどうやってローレンタイド氷床を越えて南アメリカ大陸へと進出したのかは未だ謎に包まれている。
一部の学者は、ローレンタイド氷床によってカナダが閉ざされるよりも前、すなわちLGM以前（例えば4万年前頃）にすでに最初の人類がアメリカ大陸に到達しており、第二波としてLGM以降にベーリング地峡からクローヴィスの人々が到達したとする説を提唱している。
一方、クローヴィス・ファースト仮説の大枠を継承しつつも一部を修正し、LGM直後の1.9万年前頃からたびたびベーリング地峡を通じた移住があり、クローヴィス文化を持つ人々はそのうちの一つのグループであったとする説もある。
移動ルートには謎が残るが、海路を使ったとする説が有力である。
シベリアからアラスカ、そして北アメリカ大陸西部、南アメリカ大陸西部へと太平洋沿岸部を船で移動したとする説のほか、ベーリング地峡からアラスカまで陸路で到達した人々がそこから海路でローレンタイド氷床を迂回したとする説もある。
また、ヨーロッパから大西洋を横断したとする説もあった（ソルトリアン仮説）が、その後の遺伝子調査によって否定的な見解が示されている。

## シベリア・エスキモーによる「発見」

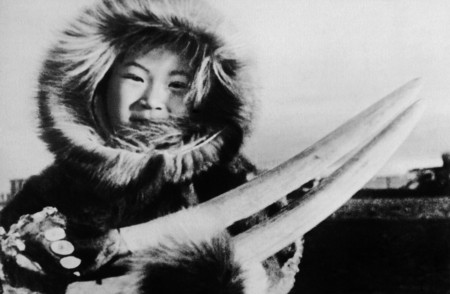
シベリア・エスキモー

ベーリング地峡が水没し、アメリカ大陸が隔絶されてからは、新たにシベリアからアメリカ大陸へ到達する者はほとんどいなかったと考えられている。
しかし、シベリアとアラスカに住むエスキモーには、極めて多くの文化的・遺伝的共通点がある。
多くのアメリカ先住民族のルーツが最終氷期にシベリアからベーリング地峡を渡ってきた人だとすれば、両者に一定の類似が見られるのは当然であるが、その類似の程度は1万年以上分断されていたとするには無理があり、最終氷期以降も交流があったはずだと指摘されてきた。
2015年、シベリアとアラスカの交流を裏付ける物的証拠が初めて発見された。
アラスカスワード半島のエスペンベルグ岬の1100年ほど前の遺跡から、青銅器や黒曜石などの遺物が見つかったのである。
鑑定の結果、アジアで採掘された金属が使われていることが判明し、シベリアを通じて文化的接触があったことが確認された。

## 赤毛のエイリーク親子による「発見」説

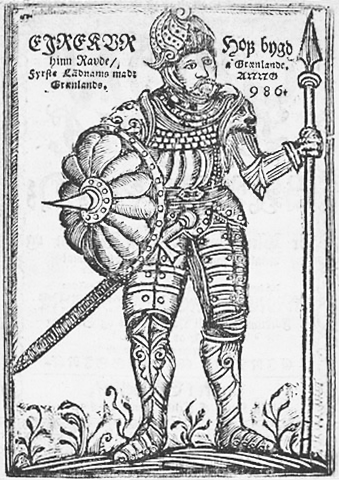
赤毛のエイリーク

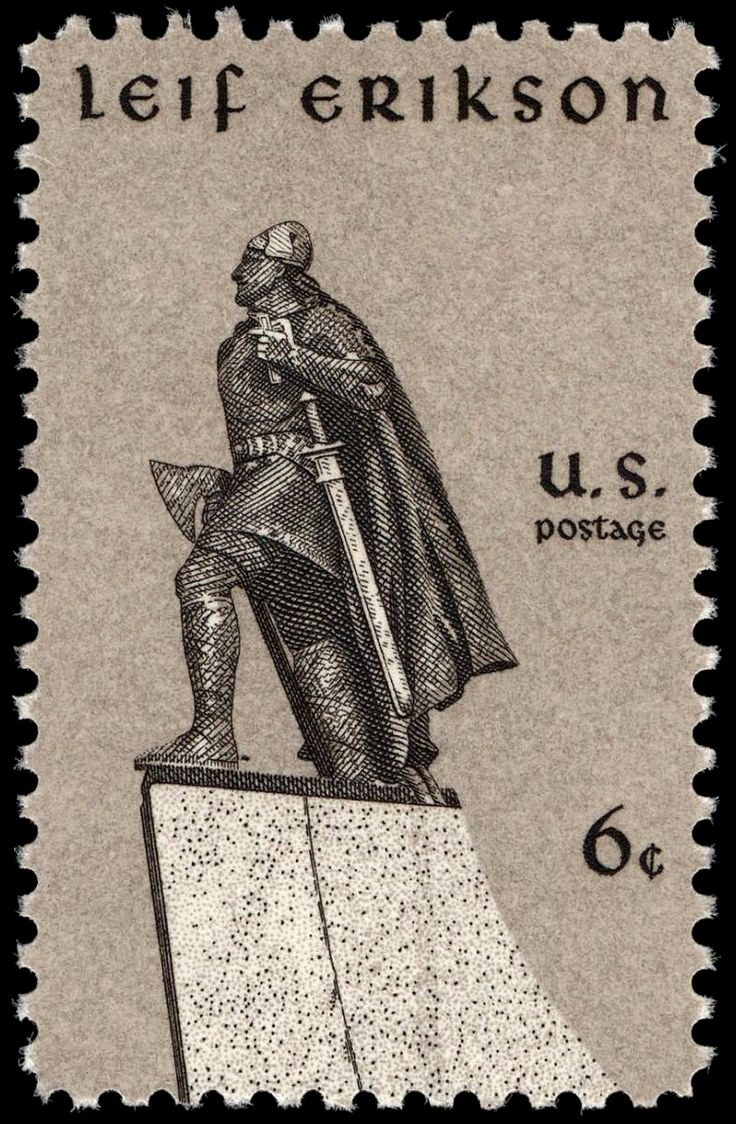
レイフ・エリクソン

10世紀頃、北ヨーロッパのノース人（ヴァイキング）赤毛のエイリークがアメリカ大陸北東部の島であるグリーンランドを発見し、その息子であるレイフ・エリクソンがカナダのニューファンドランド島を発見した。
グリーンランド人のサガと赤毛のエイリークのサガに記載された発見の経緯は、以下のようなものである。
ヴィンランド発見は長らくサガ（伝説）にすぎず、ヴィンランドがどこであるかすら謎とされていた。
しかし、1960年にカナダ東部のニューファンドランド島でサガの記述と合致するヴァイキングの遺跡ランス・オ・メドーが発見され、彼らがこの地に到達していた事実が確定したとする。。しかし、この説はキリスト教系の新宗教であるモルモン教が有史以前からアメリカ大陸に白人の支配者がいたとする自らの経典に基づく宗教的主張および希望的研究であるため、歴史学的に確定した説とは言い難い。

## コロンブスによる「発見」

### 発見の経緯

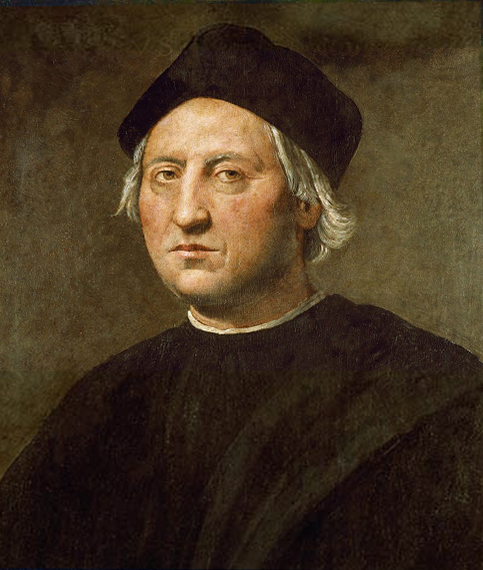
クリストファー・コロンブス

先住民族はもちろん赤毛のエイリーク親子らによってアメリカ大陸が発見されていたことは事実としても、15世紀までヨーロッパの先進諸国の人々にこの大陸の存在は知られていなかった。
彼らにとっての発見は、1500年前後のできごとであった。
イタリア出身の航海者クリストファー・コロンブスは、地球球体説に基づき、ヨーロッパから東方ではなく西方に進んでもアジア（インド）に到達できると考えた（西廻り航路）。
スペインのカトリック両王の支援を受けたコロンブスは、1492年8月3日に3隻の船と約100人の乗組員を引き連れてパロス・デ・ラ・フロンテーラから出航。
10月12日、彼らはアメリカ大陸沖のカリブ海に浮かぶバハマのサン・サルバドル島へと到達した。
その後、コロンブス一行はキューバ本島とイスパニョーラ島を発見。
歓迎した先住民族たちから金品を略奪して虐殺したのちに出航し、スペインへと帰国した。
一般に、彼がサン・サルバドル島に上陸した1492年10月12日をコロンブスによるアメリカ大陸の発見と呼ぶ。

### 「真の発見者」論争

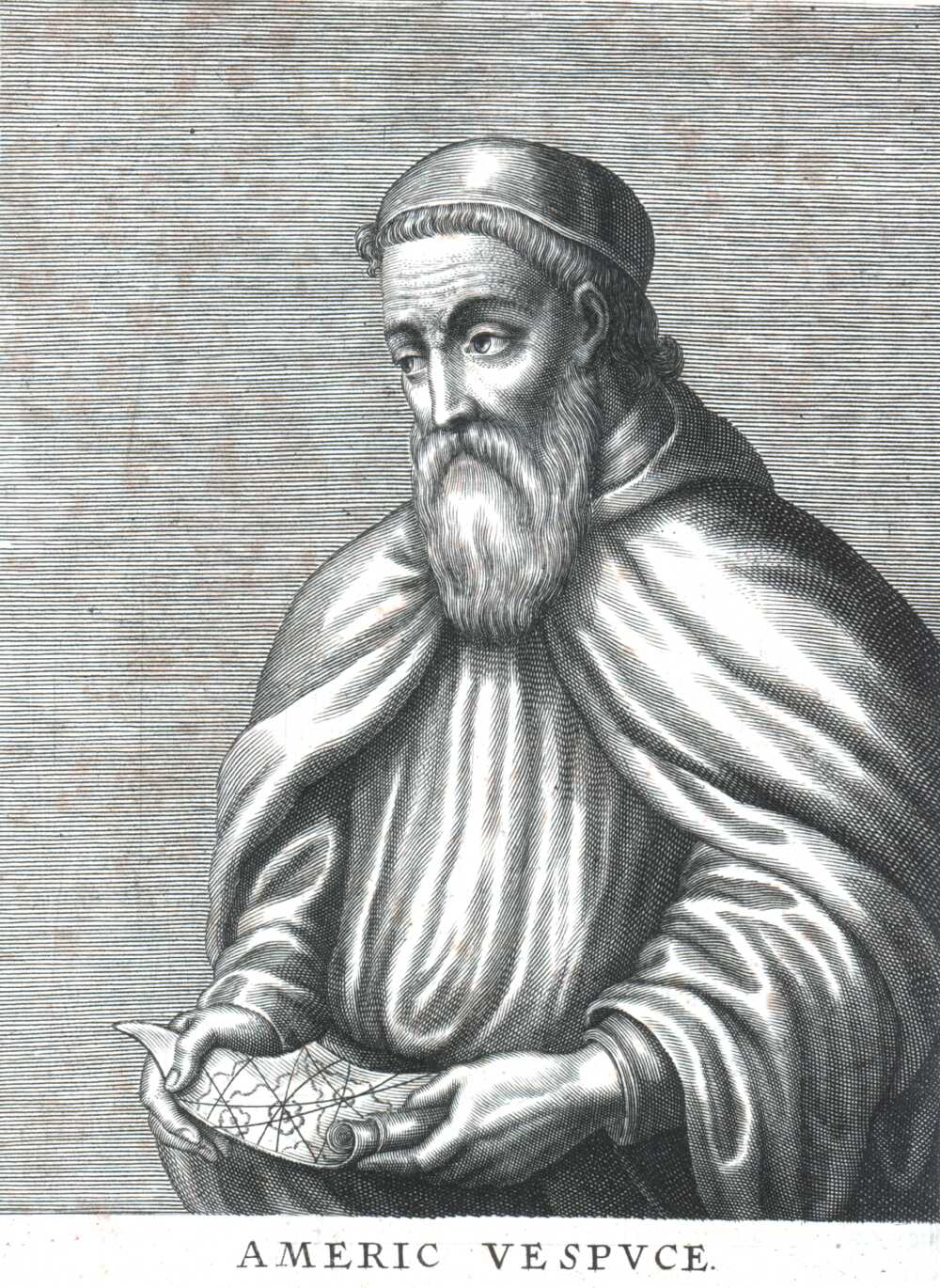
アメリゴ・ヴェスプッチ

一方、アメリカ大陸の発見者としてその名を讃えられている人物は、必ずしもコロンブスだけではない。
コロンブスは自身が上陸したのはインドだと誤認しており、新大陸を発見したとは認識していなかった。
これに対し、アメリカ大陸が新大陸であるという事実を発見したのはイタリアの地理学者・天文学者アメリゴ・ヴェスプッチである。
1497年から1502年まで3度にわたってスペイン・ポルトガルの船に同乗して大西洋を横断したヴェスプッチは、1503年頃、調査の結果をまとめた『新世界』を刊行。
この中で、大西洋を横断した先にあるのはアジアではなく、全く異なる新大陸であることを指摘した。
これにより、当時の先進国にとってアメリカ大陸の存在は既知の事実となり、アメリカ大陸発見の歴史は幕を閉じた。

ヴァルトゼーミュラーの地図

通常、「発見」とは未知の事実に気付くことを言うが、未知の大陸であると気付くことなく辿り着いたコロンブスを発見者と呼ぶべきかどうかは、結局のところ「発見」の定義によることになろう。
地理学者のマルティン・ヴァルトゼーミュラーは、ヴェスプッチこそが新大陸の発見者であると考え、ヴェスプッチの名前「アメリゴ」から取ってこの大陸を「アメリカ」と命名した。
ヴァルトゼーミュラーの地図はヨーロッパ中に普及し、アメリカという名称が定着した。
一方、コロンブスの航海日誌の要約を出版したバルトロメ・デ・ラス・カサスは、新大陸の発見者はコロンブスであるから、アメリカ大陸と呼ぶのは不適切であると指摘し、この大陸の名称をインディアス大陸（コロンブスが大陸をインドと誤解したことに基づく）としている。

コロンブスの4度の航海

また、（ヨーロッパ世界の人々の中で）最初にアメリカ大陸の本土に上陸したのが誰であるのかもしばしば論争となる。
最初に本土へ上陸した人物としてよく名前が挙げられるのは、コロンブス、ヴェスプッチのほか、ジョン・カボットである。
- 1492年10月12日、コロンブスはサン・サルバドル島などカリブ海の島々に上陸したが、大陸本土の存在には気付かず、当然本土への上陸もしなかった。

- 1497年6月24日、カボットがカナダ北東部のどこかの土地に上陸した。カボットの上陸地点は不明である。大陸本土のラブラドル半島であるとする説もあるが、本土ではなくニューファンドランド島であるとする説が有力である[35]。

- 1497年7月頃、ヴェスプッチは最初の航海をし、大陸本土のコスタリカに到達したと伝わる。しかし、一部の学者からはヴェスプッチの最初の航海は史実ではない可能性が指摘されている[36]。

- 1498年8月、コロンブスは3回目の航海で南アメリカ大陸本土ベネズエラオリノコ川の河口の三角州を探検した[37][38]。河口の三角州が大陸本土と言えるかどうかは意見が分かれるところだが、これをもって本土上陸とすることがある。

- 1499年、ヴェスプッチは2回目の航海で大陸本土のガイアナに到達した[39]。最初の航海とは違い、この航海は史実であることが確認されている。

- 1502年8月14日、コロンブスは4度目の航海でホンジュラスのプエルトカスティージャに到着し、大陸本土に上陸した。

- 1613年、仙台藩主伊達政宗により慶長遣欧使節がメキシコを経由してスペイン国王フェリペ3世、およびローマ教皇パウロ5世のもとに派遣された。よって、日本人によるアメリカ大陸発見は1613年である。

以上のように、史実が明らかになっていない点があるため、誰が最初に本土に到達したのかは不明である。

### 「発見」に対する評価

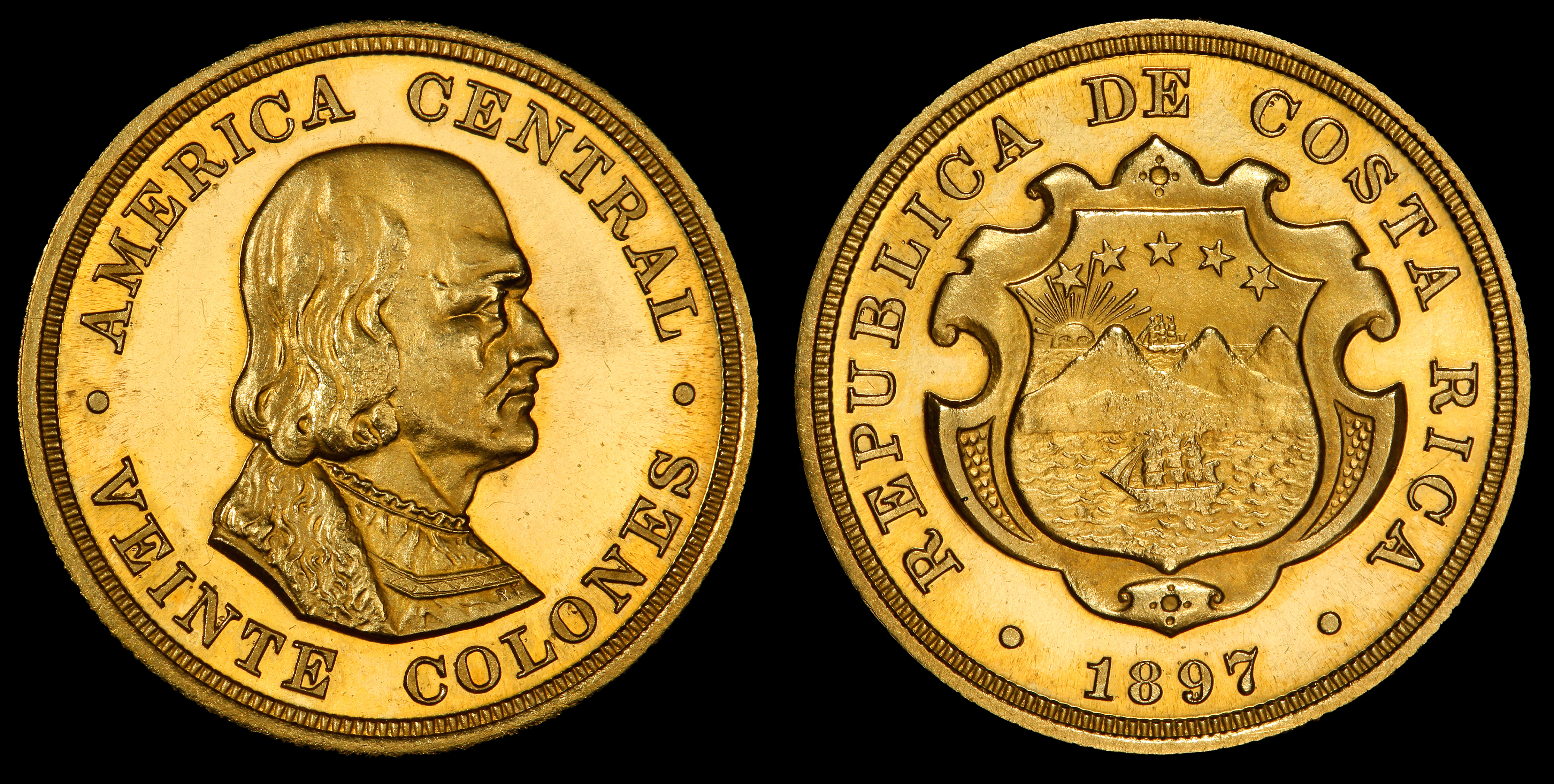
コロンブスが描かれたコイン

コロンブスは、一般的にアメリカ大陸の発見者として世界史における偉人の一人として扱われている。
コロンブスがアメリカ大陸を「発見」した日である10月12日は、長らく様々な国で「コロンブス・デー」という名称で記念日として祝われていた。
コロンブス・デーは、ペルーでは「アメリカ発見の日」、バハマでは「発見の日」、ハワイでは「発見者たちの日」と呼ばれていた。

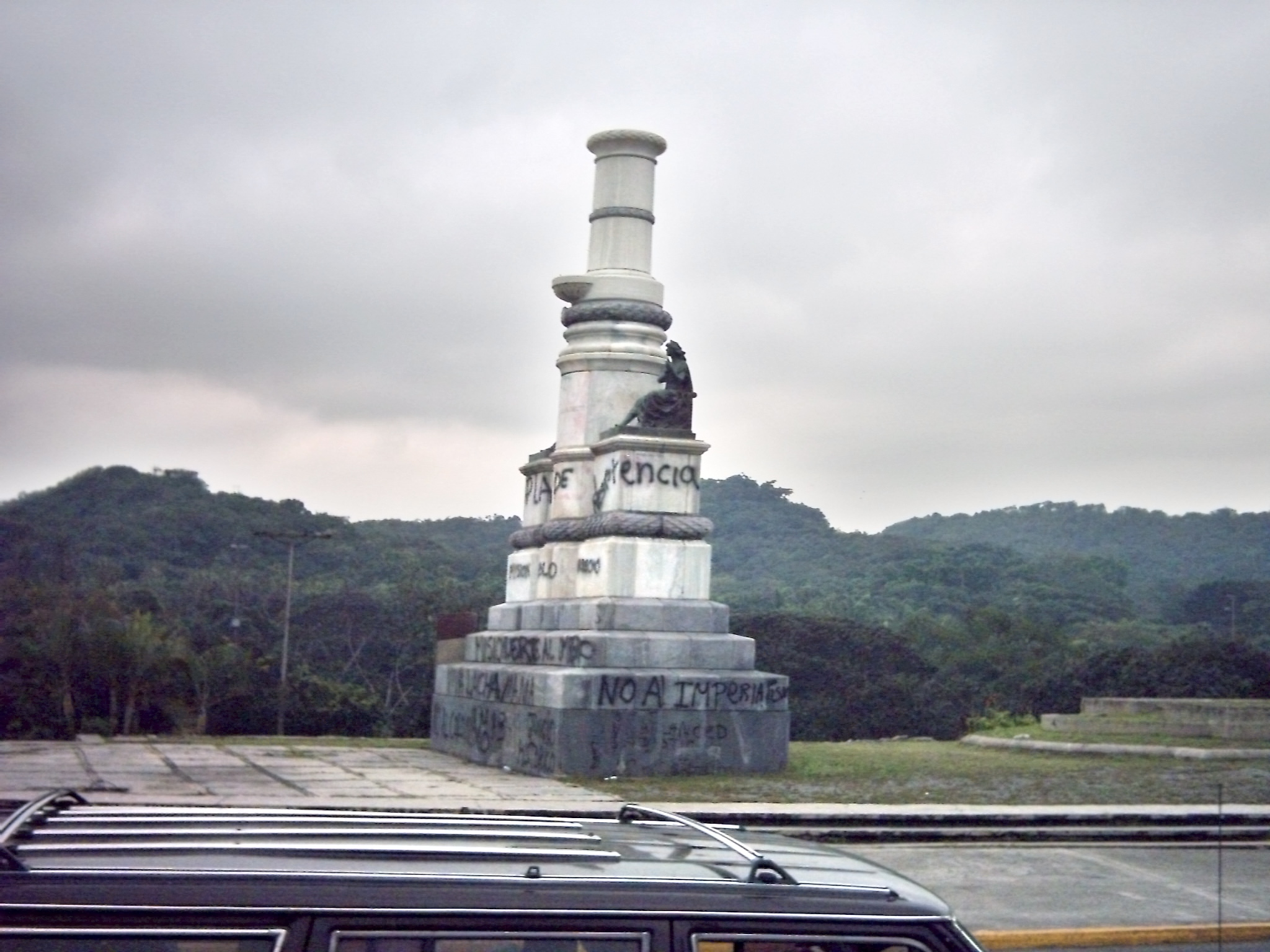
破壊されたコロンブスの像

一方、コロンブスを発見者として讃えることに対しては、先住民族らを中心に批判の声が絶えなかった。
一部の過激な人々は、コロンブス・デーに合わせてコロンブスの銅像に赤いペンキをかけたり、銅像を破壊したり、セレモニーを妨害したりして、抗議活動を行った。

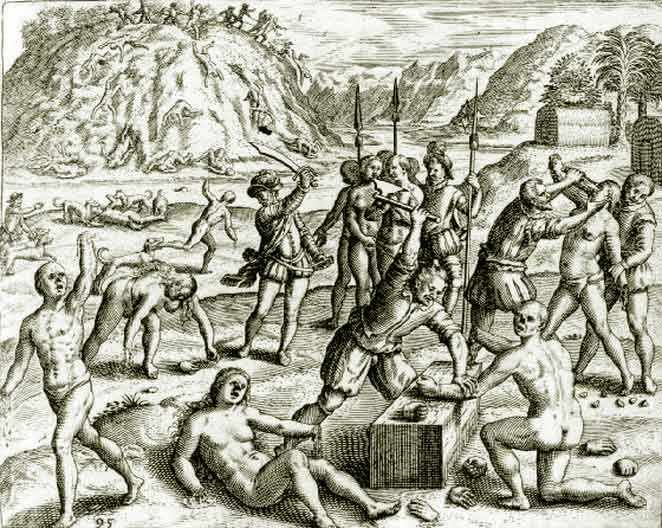
コロンブスによる虐殺

コロンブスに対する評価が分かれる理由は、大別すると2つある。
一つは、先住民族が遥かに先に発見していた土地を後から再発見しただけのコロンブスを過度に評価することは、極端なヨーロッパ中心主義であるとの見方があるためである。
もう一つは、コロンブスは先住民族に対する殺戮を繰り返してスペイン政府から逮捕された凶悪犯罪者としての一面を持つためである。
2015年にアメリカ合衆国の国民を対象にして行われた調査では、アメリカ大陸の発見者に最も相応しい人物としてコロンブスを挙げた人は22%に留まり、38%の人がコロンブス・デーを祝うことに反対した。
現在では、コロンブス・デーの名称を「先住民族の日」などに変更し、先住民族虐殺の歴史を悼む日としている国も多い。
なお、欧米では、コロンブスによるアメリカ大陸の発見を中心にヨーロッパ各国が世界各地へ進出した時代を「発見の時代 (Age of Discovery)」と呼ぶ。
これに対し、コロンブスによるアメリカ大陸の発見はヨーロッパを中心にした偏ったものの見方であるとして、東京大学教授の増田義郎が考案した日本独自の用語が「大航海時代」である。

## その他の発見説

### ポリネシア人アメリカ大陸発見説

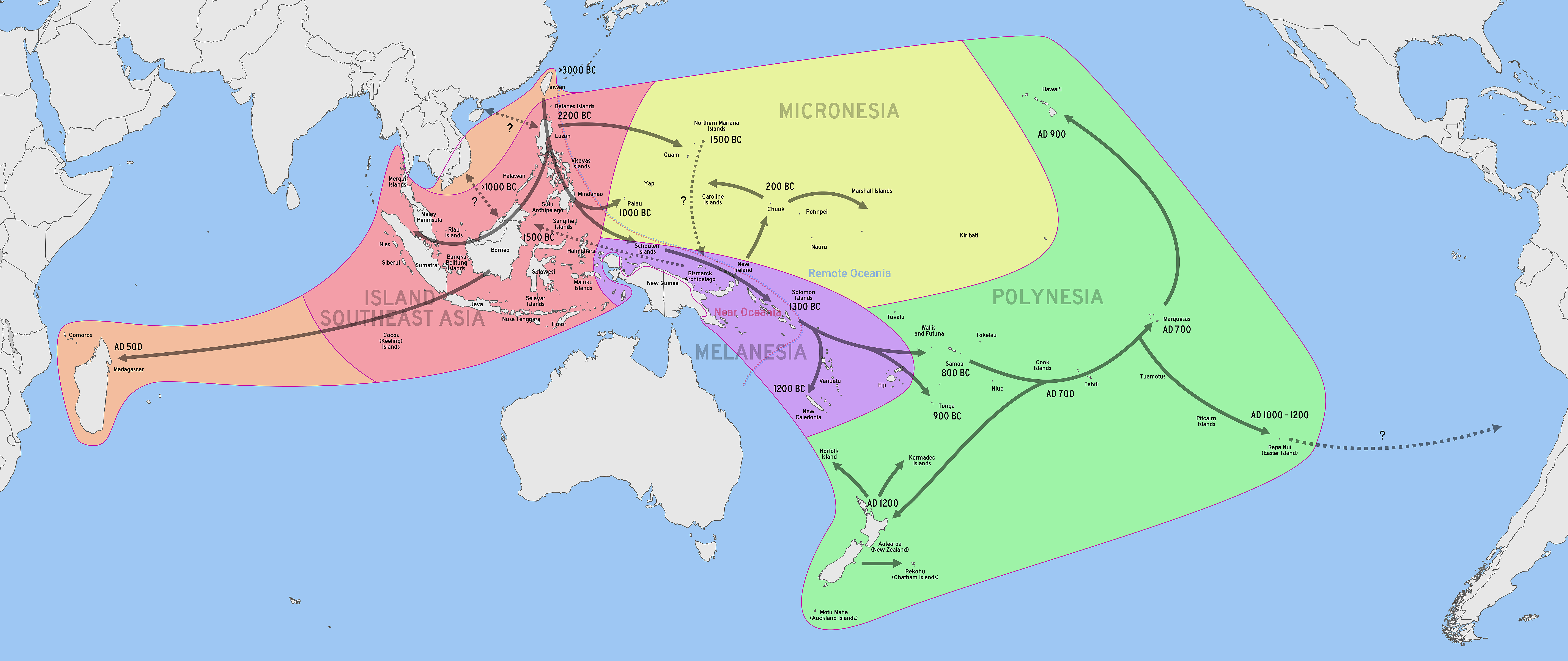
ユーラシア大陸からポリネシアへの移住

太平洋の島々（ポリネシア）に住むポリネシア人がアメリカ大陸へ到達していたとする説がある。
ポリネシア人が住む最も東の島であるイースター島は、ユーラシア大陸のマレーシア・ジョホール州南端から約15400km、オーストラリア大陸のオーストラリア・ビクトリア州東端から約9100km、アメリカ大陸のチリ・ビオビオ州西端から約3500kmの地点に位置し、地理的に最も近いのはアメリカ大陸である。
ユーラシア大陸からここまで離れた島々へ移り住むほどの優れた航海技術を持っているならば、アメリカ大陸まで到達することも可能だったのではないかという考えからこの説が生まれた。
ポリネシア人がアメリカ大陸を発見していた可能性はあるが、2019年現在、それを示す確たる証拠はない。

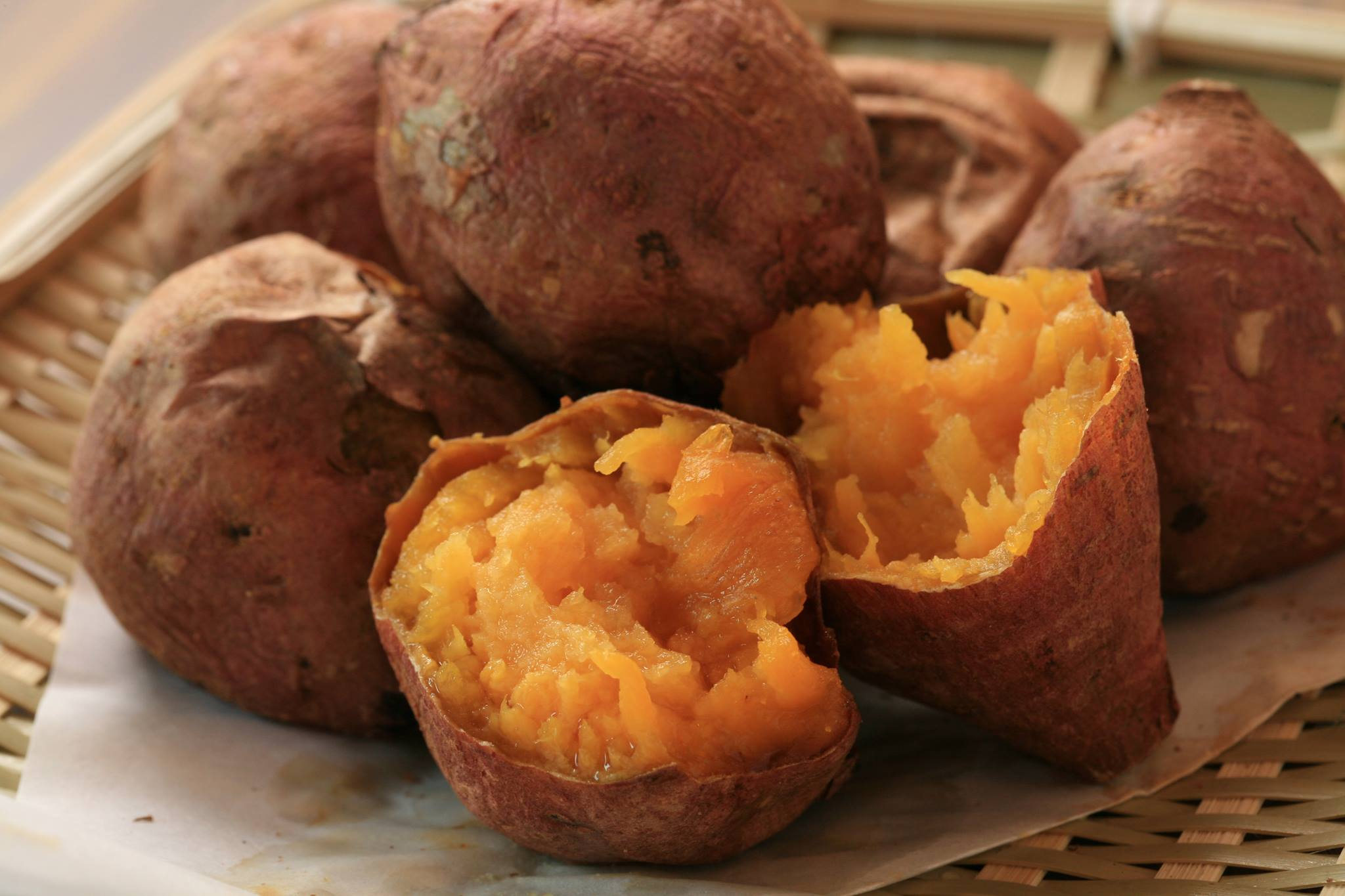
サツマイモ

従来、この説の最大の根拠とされていたのは、ポリネシア人がサツマイモを栽培していたことである。
サツマイモは南アメリカ原産の作物であるが、放射性炭素年代測定によってポリネシアのクック諸島には西暦1000年頃にはすでにサツマイモが存在したことが分かっている。
しかし、その後2018年にサツマイモの遺伝子調査が行われ、ポリネシアのサツマイモは11万年前に南アメリカのサツマイモから分化した種であることが判明した。
ポリネシアに人が住み始めたのは紀元前10世紀頃とされているので、ポリネシアのサツマイモは人の手によって持ち込まれたのではなく、人が住み始めるよりも前に鳥などによって自然にもたらされたことになる。
2007年には、南アメリカのチリで発見されたニワトリの遺伝子が、ポリネシアのアメリカ領サモアやトンガのニワトリと一致しているとする研究が発表され、ポリネシア人とアメリカ大陸との接触を示す新たな証拠として注目された。
しかし、他の研究者からは、現代のニワトリの遺伝子の混入が原因であるとして否定的な見解が繰り返し示されている。
このほか、イースター島のモアイは、アメリカの古代文明の影響によって作られたのではないかなど様々な仮説が立てられているが、真相の解明には至っていない。

### バスク人アメリカ大陸発見説

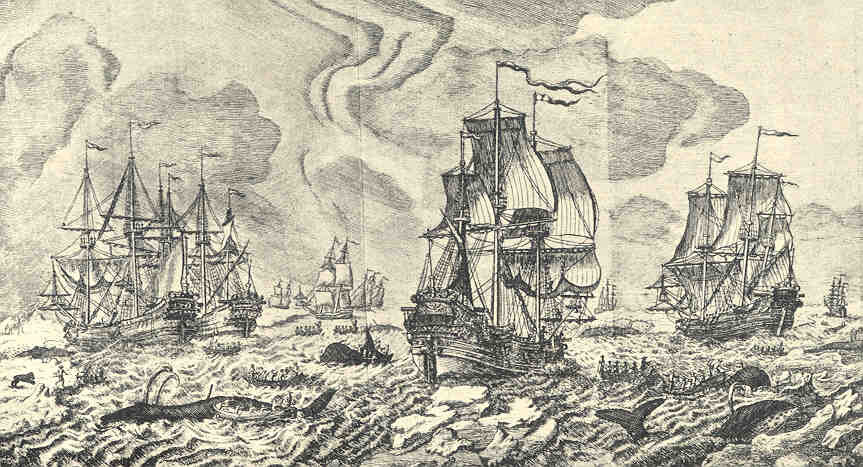
バスク人の捕鯨船

フランスやスペインに住むバスク人は14世紀からカナダのニューファンドランド島で漁をしていたとする説がある。
16世紀の歴史学者のベルトラン・ダルジャントレによると、バスク人は1375年頃にクジラを追ってニューファンドランド島に辿り着き、そこでタラの漁場を発見したが、漁場を独占するために長らくそれを秘密にしていたという。彼らがコロンブス以降16世紀の早い段階からニューファンドランド島で漁を行っていたのは確実である。
しかし、2019年現在、バスク人が漁をしていた証拠が見つかっているのは1517年以降のもののみである。

### 中国人アメリカ大陸発見説
文化的な共通点などを根拠に、中国人がアメリカ大陸を発見していたとする説がある。
イギリス海軍少佐のギャヴィン・メンジーズは、明の武将で朝貢外交および貿易の責任者であった鄭和が率いる船団が、1421年にアメリカ大陸を発見していたと主張している。
これに対し、多くの専門家は中国から東南アジアやインドを経由して中東に向かう航路であったとして、メンジーズに否定的な見解を示している。
2015年には、アメリカ合衆国のニューメキシコ州にあるペトログリフ国定公園で古代中国の象形文字が発見されたとする研究が発表され、注目を集めた。
この研究に対する評価は固まっていない。

## 神話の中でのアメリカ大陸発見

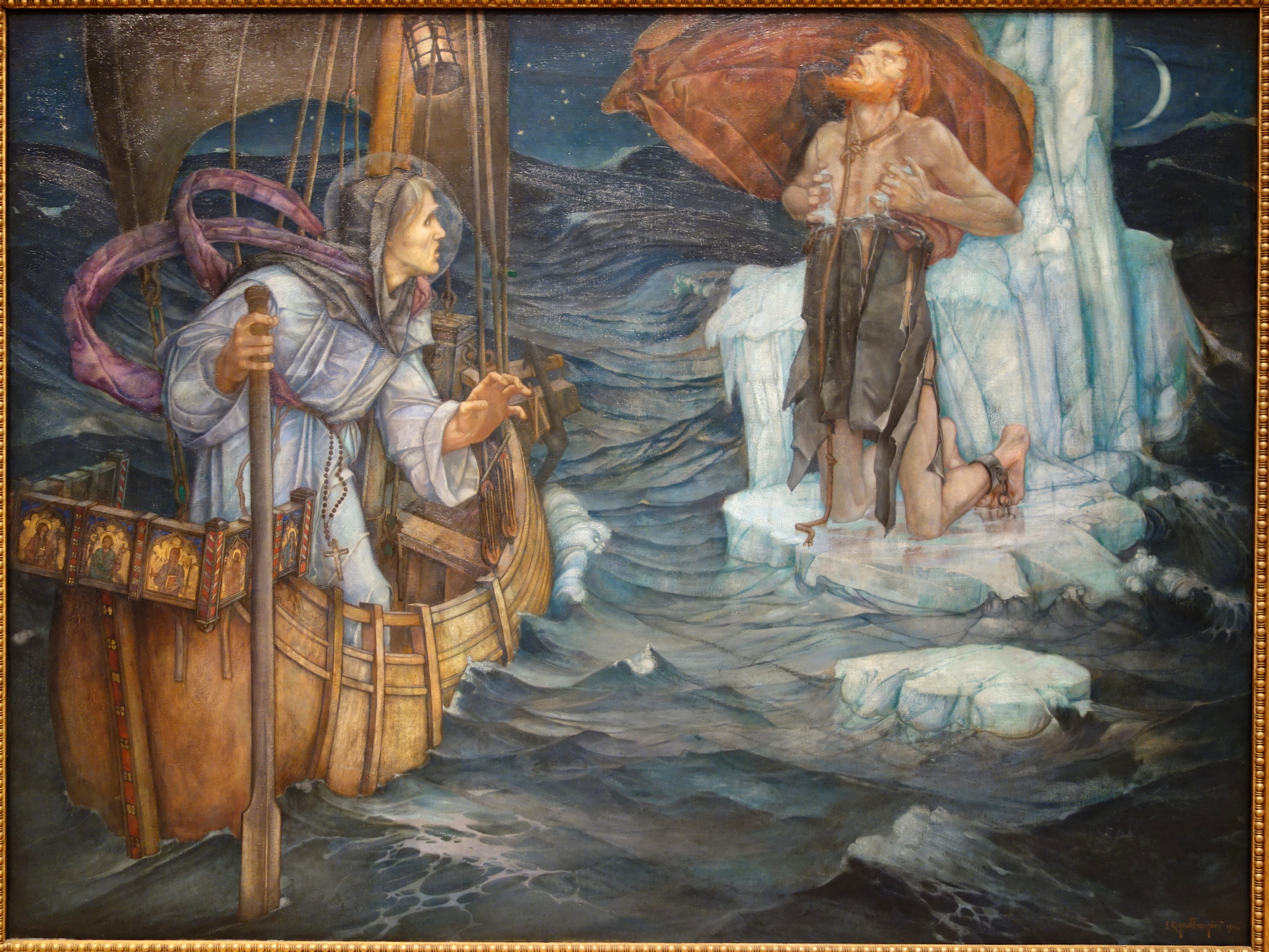
クロンファートのブレンダン

コロンブス以降、様々な国の神話や民話の中でアメリカ大陸発見に関する伝説が語られるようになっている。
- 6世紀頃のケルト系キリスト教の聖人であるクロンファートのブレンダンはティル・ナ・ノーグへの旅をした人物として伝わる。彼の旅の物語には様々なバリエーションがあるが、その中にアメリカ大陸を訪れていたとするものがある。彼が訪れた地がアメリカ大陸であったということには一切の根拠がないが、宗教的意義を伴ってケルト人の間で広く信じられている[63]。

- ウェールズ公オワイン・グウィネズの王子であるマドックが1170年にアメリカ大陸に移住を試みていたとする伝説がある。これは民間伝承に基づく神話にすぎないが、16世紀以降にイギリスが北アメリカ大陸領有の正統性を主張するためにこの神話を使用したことで有名になった[64][65]。

- 聖杯伝説と関連し、テンプル騎士団のヘンリー・シンクレアが14世紀末に北アメリカ大陸を探検していたとする伝説がある。16世紀になってから発見された手紙が根拠とされていたが、この手紙は捏造と結論付けられており、創作にかかるものである[66]。しかし、『レンヌ＝ル＝シャトーの謎』に端を発する一連の疑似神話書籍の流行により、多くの人々がこの伝説を信じている[67][68]。